# Chondrostoma
Chondrostoma (Agassiz, 1832) è un genere di pesci ossei appartenente all'ordine dei Cypriniformes ed alla famiglia Cyprinidae.

## Distribuzione ed habitat
Sono diffusi nella Regione Paleartica occidentale, dalla Penisola Iberica alla Turchia ed al Caucaso.
Vivono in genere in acque limpide e correnti (a seconda delle specie).

### Chondrostomain Italia
Una specie (Chondrostoma soetta) è autoctona delle acque italiane. La lasca (Protochondrostoma genei), precedentemente ascritta al genere Chondrostoma, viene ora inserita in un genere distinto.
Una terza specie di origine alloctona, C.nasus, è stata introdotta in acque friulane nel corso del XX secolo.

## Caratteristiche distintive
I membri del genere sono distinguibili dagli altri Cyprinidae europei per la bocca ventrale dotata di labbra cornee (da cui il nome di "nasi" attribuito alle specie centroeuropee).

## Specie
- Chondrostoma almacai
- Chondrostoma angorense
- Chondrostoma arcasii
- Chondrostoma arrigonis
- Chondrostoma beysehirense
- Chondrostoma colchicum
- Chondrostoma cyri
- Chondrostoma duriense
- Chondrostoma holmwoodii
- Chondrostoma kinzelbachi
- Chondrostoma knerii
- Chondrostoma kubanicum
- Chondrostoma meandrense
- Chondrostoma miegii
- Chondrostoma nasus
- Chondrostoma olisiponensis
- Chondrostoma oretanum
- Chondrostoma orientale
- Chondrostoma oxyrhynchum
- Chondrostoma phoxinus
- Chondrostoma polylepis
- Chondrostoma prespense
- Chondrostoma regium
- Chondrostoma scodrense Estinto[1][2]
- Chondrostoma soetta
- Chondrostoma toxostoma
- Chondrostoma turiense
- Chondrostoma vardarense
- Chondrostoma variabile
- Chondrostoma willkommii